# Svensk ordbok utgiven av Svenska Akademien
Svensk ordbok utgiven av Svenska Akademien eller bara Svensk ordbok (förkortad SO) är en deskriptiv definitionsordbok utgiven 2009 av Svenska Akademien; en ny utgåva utkom digitalt 2021. Den är betydligt mer detaljrik än den vanliga ordlistan (SAOL), då den innehåller betydelsebeskrivningar och många exempel på användning. För alla uppslagsord anges deras ålder i svenskan och även viss etymologi. Ordboken innehåller också över 1 000 belysande sentenser, ofta bevingade ord, samt råd i vanliga språkvårdsfrågor.
Svensk ordbok publicerades första gången 2009, i två band. Senare gjordes den tillgänglig via Svenska Akademiens ordboksportal Svenska.se. 2021 års utgåva publicerades endast i digital form, samt via appar för IOs och Android.
Ordboken har utarbetats av Redaktionen för Svenska Akademiens samtidsordböcker vid Institutionen för svenska språket vid Göteborgs universitet, i samarbete med Svenska Akademien. Huvudredaktör för utgåvan från 2021 var professor Emma Sköldberg vid Göteborgs universitet.
Stommen i ordboken utgörs av reviderat och moderniserat material från Nationalencyklopedins ordbok (Språkdata, Göteborg, och Bokförlaget Bra Böcker AB, Höganäs, 1995–96), som i sin tur bygger på Svensk ordbok (Språkdata och Esselte Studium AB, 1986).
SO ska ej förväxlas med Svenska Akademiens ordbok.